# Elisabeth von Cumania
Elisabeth von Cumania (* 1240; † um 1290) war Königin von Ungarn.

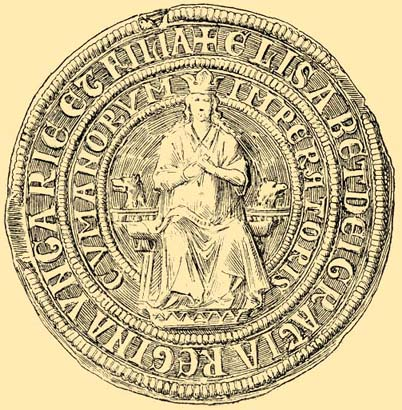
Siegel der Elisabeth von Kumanien

## Leben
Elisabeth wurde als Tochter von Kuthen († um 1240), Khan von Cumania (Häuptling der Kyptschaken), und dessen Gemahlin, einer Prinzessin Halitsch, geboren. Ihr Vater könnte aber laut einigen Historikern auch ein anderer Führer der Kyptschaken/Kumanen (die Ungarn nach Ermordung ihres Khans Köten/Köteny/Kuthen wieder verlassen hatten) gewesen sein.
Im Jahre 1253 wurde sie erst etwa 13-jährig mit dem nur um ein Jahr älteren Stephan aus dem Haus der Árpáden, den späteren Stephan V., König von Ungarn, Kroatien, Dalmatien und Rama, verheiratet. Die Ehe wurde von Stephans Vater, König Béla IV. arrangiert und sollte die Beziehungen zu dem heidnischen Volk der Kyptschaken verbessern. Elisabeth wurde vor der Ehe katholisch getauft, das Paar galt jedoch trotzdem als halb-heidnisch. Die Eheleute hatten sechs Kinder.
Nach dem Tod Bélas IV. († 3. Mai 1270) folgte ihm Stephan V. auf den Thron und seine Gemahlin Elisabeth wurde so ungarische Königin. Stephan V. regierte nur zwei Jahre und verstarb am 6. August 1272 im Alter von erst 33 Jahren, woraufhin Elisabeth als Regentin für ihren zehnjährigen Sohn Ladislaus IV. auftrat. Indessen war sie bei den Ungarn sehr unbeliebt. Sie starb um 1290 und wurde an der Seite ihres Gatten im Dominikanerkloster Csepel in Budapest beigesetzt.

## Nachkommen
- Elisabeth (Erszébet; * um 1255; † 1313), ⚭ 1) 1287 Zawisch von Falkenstein; 2) 1295 König Stefan Uroš II. Milutin von Serbien
- Katharina (Katalin; * um 1256; † nach 1314), ⚭ um 1267 König Stefan Dragutin von Serbien
- Maria (* um 1257; † 25. März 1323), ⚭ 1270 Karl II. von Anjou, König von Neapel (* 1254; † 1309)
- Anna (* um 1260; † 1281), ⚭ 1273 Andronikos II. Palaiologos, Kaiser von Byzanz (* 1259; † 1332)
- Ladislaus IV., König von Ungarn, Kroatien und Dalmatien (* 1262; † 10. Juli 1290)
- Andreas (András; * 1268; † 1278), Herzog von Slawonien